# 马尔基罗洛
马尔基罗洛（義大利語：Marchirolo），是意大利瓦雷泽省的一个市镇。总面积5平方公里，人口3407人，人口密度681.4人/平方公里（2009年）。国家统计（ISTAT）代码为012097。